# 福岡県道287号岡垣宗像線
福岡県道287号岡垣宗像線（ふくおかけんどう287ごう おかがきむなかたせん）は、福岡県遠賀郡岡垣町から宗像市に至る一般県道である。

## 概要
遠賀郡岡垣町大字黒山から宗像市武丸に至る。
かつては粟屋海老津線とよばれ遠賀郡芦屋町から遠賀郡岡垣町の旧国道3号を結んでいたが、遠賀郡芦屋町粟屋から遠賀郡岡垣町糠塚までの区間は後に開通した福岡県道26号北九州芦屋線となり後に国道495号に昇格した。
国道3号の迂回路として利用されている。ほぼ片側1車線であるが、宗像市吉留の戸田池付近および終点付近に一部道幅が狭く大型車とのすれ違いが難しい区間がある。
遠賀郡岡垣町東山田二丁目から海老津二丁目にかけての区間はかつての国道3号であり、JR九州鹿児島本線南側部分は、九州鉄道が建設し城山トンネル開通時に廃線となった鹿児島本線旧線の路盤跡を一部転用しており、転用されていない路盤跡や煉瓦橋などの鉄道遺構を道路北側に見ることができる。

### 路線データ
- 起点：遠賀郡岡垣町大字黒山（須賀橋交差点、国道495号交点）
- 終点：宗像市武丸（武丸交差点、福岡県道29号直方宗像線交点）

## 路線状況

### 道路施設

#### 橋梁
- 古森橋（矢矧川（やはぎがわ）、遠賀郡岡垣町）
- 神の橋（宗像市）

## 地理

### 通過する自治体
- 遠賀郡岡垣町
- 宗像市

### 交差する道路
| 交差する道路                                        | 市町村名 | 市町村名 | 交差する場所 | 交差する場所        |
| --------------------------------------------------- | -------- | -------- | ------------ | ------------------- |
| 国道495号                                           | 遠賀郡   | 岡垣町   | 大字黒山     | 須賀橋交差点 / 起点 |
| 福岡県道286号黒山広渡線                             | 遠賀郡   | 岡垣町   | 大字山田     | 前牟田橋交差点      |
| 国道3号 / 岡垣バイパス                              | 遠賀郡   | 岡垣町   | 東山田2丁目  | 山田高架橋          |
| 福岡県道218号海老津停車場線 福岡県道288号原海老津線 | 遠賀郡   | 岡垣町   | 海老津駅前   | 海老津駅前交差点    |
| 福岡県道29号直方宗像線                              | 宗像市   | 宗像市   | 武丸         | 武丸交差点 / 終点   |

### 交差する鉄道
- 鹿児島本線

### 沿線
- イオン岡垣店
  - スーパービバホーム岡垣店
  - セリアイオン岡垣店
- 岡垣町立岡垣東中学校
- 岡垣町立山田小学校
- JR九州鹿児島本線 海老津駅